# Synagoge Bengel (Mosel)
Die Synagoge in Bengel wurde 1896 in der Kondelstraße 7 errichtet. 1929 wurde sie aufgegeben und 1933 an einen Privatmann verkauft. Dieser baute die Synagoge zu einem noch heute genutzten Wohnhaus um.

## Synagoge
Die erste Synagoge der Gemeinde, die aus der ersten Hälfte des 19. Jahrhunderts stammte, wurde 1885 wegen Baufälligkeit durch die Behörden geschlossen. Die kleine Gemeinde, deren Mitglieder zum armen Teil der Bevölkerung gehörten, benötigte fast 10 Jahre um die für den Neubau einer Synagoge benötigten Mittel aufzubringen. Die Synagoge wurde 1896 in der Kondelstraße 7 errichtet. Da um 1929 das zur Durchführung eines Gottesdienstes erforderlich Minjan nicht mehr erreicht wurde, wurde die Synagoge 1929 aufgegeben. Die Mitglieder der Gemeinde besuchten ab diesem Zeitpunkt die Synagoge in Bausendorf. 1933 wurde die Synagoge an einen Privatmann verkauft. Dieser baute die Synagoge zu einem noch heute genutzten Wohnhaus um.

## Jüdische Gemeinde Bengel
Die kleine Gemeinde, die zum Rabbinatsbezirk Trier gehörte, bestand bis in die 1930er Jahre. Die größte Mitgliederzahl erreichte die Gemeinde mit 39 Mitgliedern im Jahr 1895. Ab diesem Zeitpunkt nahm die Zahl der Gemeindemitglieder stetig ab. Die jüdischen Familien lebten in sehr bescheidenen finanziellen Verhältnissen.  Die Gemeinde verfügte über eine Mikwe und eine Religionsschule. Ein eigener Lehrer war nicht angestellt. Die Verstorbenen wurden auf dem jüdischen Friedhof in Bengel beigesetzt. Wann die letzten Gemeindemitglieder Bengel verließen oder deportiert wurden, ist nicht bekannt.

### Entwicklung der jüdischen Einwohnerzahl
| Jahr | Juden | Jüdische Familien | Bemerkung |
| ---- | ----- | ----------------- | --------- |
| 1843 | 34    |                   |           |
| 1895 | 39    |                   |           |
| 1925 | 24    |                   |           |

Quelle: alemannia-judaica.de
Das Gedenkbuch – Opfer der Verfolgung der Juden unter der nationalsozialistischen Gewaltherrschaft 1933–1945 und die Zentrale Datenbank der Namen der Holocaustopfer von Yad Vashem führen 16 Mitglieder der jüdischen Gemeinschaft Bengel, die dort geboren wurden oder zeitweise lebten, auf, die während der Zeit des Nationalsozialismus ermordet wurden.